# Romain Lafourcade
Pour les articles homonymes, voir Lafourcade.
Pas d'image ? Cliquez ici

a Compétitions nationales et continentales officielles uniquement.

Dernière mise à jour le 8 septembre 2018.
Romain Lafourcade, né le 9 janvier 1985, est un joueur français de rugby à XV qui évolue aux postes d'ailier et de centre.

## Biographie
Lafourcade rejoint la JS Rion à l'intersaison 2016, puis prend ensuite sa retraite sportive deux ans plus tard.

## Palmarès
- Championnat de France de 2e division :
  - Vice-champion : 2007 avec l'US Dax.